# 톰과 제리: 모피의 주먹
《톰과 제리: 모피의 주먹》(영어: Tom and Jerry in Fists of Furry)는 2000년에 출시된 VIS 엔터테인먼트의 비디오 게임이다.